# Maria Bernarda Bütler
Maria Bernarda Bütler (Auw, Aargau kanton, 1848 – Cartagena, 1924. május 19.) svájci származású katolikus apáca, rendalapító, aki Dél-Amerikában, Ecuadorban és Kolumbiában végzett missziós tevékenységet. XVI. Benedek pápa 2008. október 12-én avatta szentté.

## Élete
Verena Bütler néven született Svájcban egy szerény és példás keresztény életet élő földműves családban, ahol nyolcan voltak testvérek. Bernarda 15 évesen szüzességi fogadalmat tett, majd 19 évesen belép az altstätteni Segítő Szűz Mária ferences kolostorába. A Verena keresztneve helyett itt kapta a Mária Szent Szívéről nevezett Mária Bernarda nevet. A kolostorban hamarosan a novíciák mesternője lett, majd háromszor is a ház elöljárójává választották. Sürgette a szabályok megtartását, a fegyelem terén mutatkozó lanyhulás megszüntetését. Bevezette az Oltáriszentség állandó imádását. Mindezek következtében a szerzetesi élet virágzásnak indult, és a hivatások száma is emelkedett. 1887-ben egy ecuadori püspök felhívására jelentkezve, hat társával együtt misszióba indult Ecuadorba. Itt elkezdi rendjének átszervezését missziós renddé, amelynek alappilléreivé az imádságot, a szegénységet, az egyház iránti hűséget és az állandó szeretetszolgálatot teszi. Az elmaradott régióban a hit inkulturációjának biztos példájaként hamar felvirágoztatja a keresztény életet, azonban 1895-ben Eloy Alfaro tábornok vette át az országban a hatalmat és komoly egyházüldözésbe kezdett. Bernarda nővérnek és társainak is el kellett hagyniuk az országot. 1895. augusztus 2-án a kolumbiai Cartagenában telepedtek le, ahol a kongregációjuk gyorsan növekvésnek indult. 1912-ben Cartagena érseke egyházmegyei szinten jóváhagyta a Segítő Szűz Mária Ferences Missziós Nővérek néven a kongregációt, amely Kolumbiában, később Brazíliában, Ausztriában, és Olaszországban létesített házakat. Az ifjúság oktatásával, a szegények, betegek gondozásával foglalkoztak. Bernarda Bütler 30 évig vezette az általa alapított kongregációt, 1924-ben, Cartagenában érte a halál. Sírja azonnal zarándoklatok célpontjává vált. II. János Pál pápa 1995. október 29-én avatta boldoggá, XVI. Benedek pápa pedig 2008. október 12-én a szentek közé iktatta.